# Pleasant Valley (Oregon, Tillamook megye)
Pleasant Valley az Amerikai Egyesült Államok északnyugati részén, Oregon állam Tillamook megyéjében, a U.S. Route 101 mentén elhelyezkedő statisztikai település. A 2020. évi népszámlálási adatok alapján 620 lakosa van.
Nevét valószínűleg a „kellemes környezet” miatt kapta, azonban egy lakó szerint a helyiek közötti veszekedések miatt „Vitavárosnak” kellett volna elnevezni. 1993-ra mindössze a bolt maradt fenn.

## Fordítás
- Ez a szócikk részben vagy egészben  a   Pleasant Valley, Tillamook County, Oregon című angol Wikipédia-szócikk ezen változatának fordításán alapul.  Az eredeti cikk szerkesztőit annak laptörténete sorolja fel. Ez a jelzés csupán a megfogalmazás eredetét és a szerzői jogokat jelzi, nem szolgál a cikkben szereplő információk forrásmegjelöléseként.